# Phyllactis correae
Phyllactis correae är en havsanemonart som beskrevs av Schlenz och Belém 1992. Phyllactis correae ingår i släktet Phyllactis och familjen Actiniidae. Inga underarter finns listade i Catalogue of Life.